# Jérôme Phalippou
 (mai 2021).

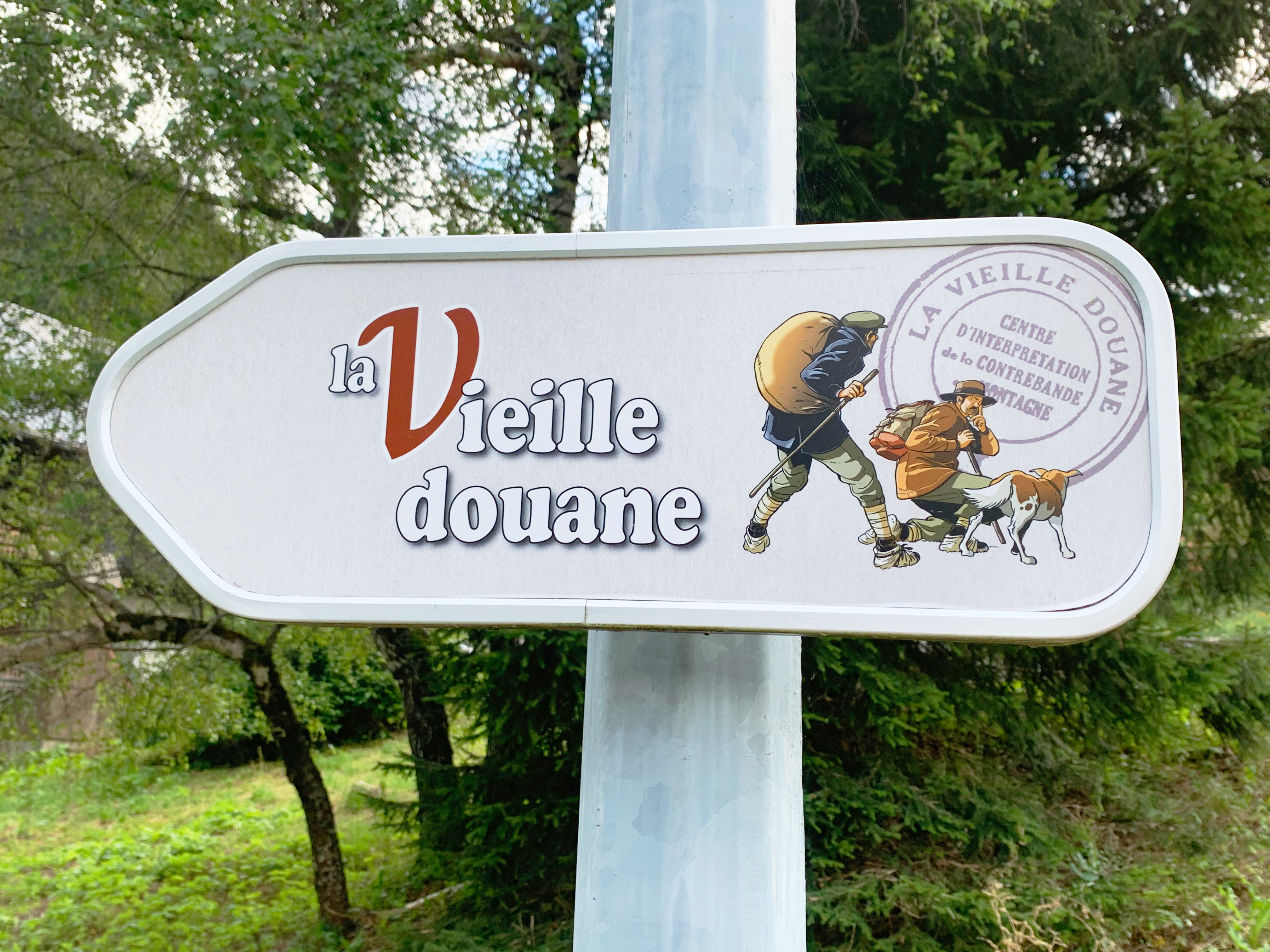
Panneau situé au bord de la route des Argeats autour du lac de Vonnes à Châtel : il indique la Vieille Douane avant le Pas de Morgins et la frontière suisse avec un dessin de Jérôme Phalippou, ancien douanier en ce lieu.

Jérôme Phalippou est un illustrateur, dessinateur, coloriste et scénariste de Bandes dessinées français né le 23 mai 1971 à Montbéliard.

## Biographie
Jérôme Phalippou est fils de douanier et a été lui-même douanier à Châtel en Haute-Savoie à la frontière franco-suisse. 
Parmi les dessinateurs connus et reconnus, il y en a certains qui l’inspirent et qu’il admire tout particulièrement tels que André Franquin, Albert Uderzo, Frank Pé, Matthieu Bonhomme, Sylvain Vallée, Romain Hugault, Al Severin, Miguelanxo Prado, Enrico Marini ou encore Bill Watterson. Par ailleurs, Jérôme Phalippou est voisin et ami avec son confrère Félix Meynet.
Passionné de dessin, il mène en parallèle une activité d’illustrateur. Il travaille dans la communication et pour des musées. Il publie ses premiers albums en 2004 aux éditions de l’Astronome ainsi que des recueils de poèmes-comptines régionalistes destinées aux jeunes enfants dans lesquels il illustre des textes d’Élisabeth Charmot qui invitent les lecteurs à s’attarder dans la nature pour mieux contempler les paysages. Les deux premiers tomes sont consacrés à sa région, la Haute-Savoie puis la Savoie. Ses dessins animent la collection des Cahiers du Colporteur. Il s'est inspiré de ses enfants pour imaginer la frimousse et le caractère affirmé des trois Mini-Sapiens. Jérôme Phalippou a également illustré nombre de livres et d’expositions qui traitent de la douane et de la contrebande, notamment le fascicule Contrebande et douaniers en Haute-Savoie, sorti aux Éditions du Roc d’Enfer en 2005. Il a aussi participé à des conférences sur ce thème qui lui est cher. Par ailleurs, Jérôme Phalippou dessine régulièrement pour le Dauphiné Libéré et collabore à La Capite à l'Outeu, le bulletin municipal de Châtel qu’il illustre et dont il réalise la maquette,,. Enfin, il lui arrive souvent d’illustrer des affiches, des pancartes, des publicités et des flyers pour des sites de Châtel comme l’Aire de Luge de Pré-la-Joux, ou pour des événements tels que la Montée historique de Châtel Porte du Soleil ouverte aux anciens bolides de rallye et qui a lieu en septembre tous les ans depuis 2017,.
En 2009, la brigade de Jérôme Phalippou ferme. Il est alors détaché auprès de la mairie de Châtel, qui a racheté le bureau de douane du Pas de Morgins situé route de Vonnes, pour mener à bien un projet culturel destiné à transformer son ancien lieu de travail en musée de la contrebande. La Vieille Douane ouvre ses portes en août 2012. Après deux ans et demi de travail sur ce projet, Jérome Phalippou décide de se mettre en disponibilité de la fonction publique pour se consacrer entièrement au dessin et à la bande dessinée, milieu dans lequel il arrive comme un électron libre. Son premier album les Pieds sur Terre - Echos logiques, dont le thème est l’écologie et la préservation de la nature, sort en juin 2014, aux éditions Perspectives Art 9. Cette série propose une compilation de petites histoires résultant de l'observation attentive de trois personnages, Castor, Fauvette et l’Éterlou, dans leur milieu naturel en alpage. Le deuxième tome Les Pieds Sur Terre - Presque Responsable... sort le 26 septembre 2016 avec une première histoire qui commence dans le village d'Abondance, en Haute-Savoie, alors que l'Éterlou retrouve Castor sur la place. Celui-ci revient d'une expédition bien particulière en montagne. 
Le 24 février 2016, Jérôme Phalippou sort le premier album des aventures de Betsy avec Olivier Marin au scénario et Fabien Alquier à la colorisation. L’héroïne alsacienne exerce un métier unique dans le 9e art. Elle est en effet rabatteuse pour un riche collectionneur de vieilles voitures, ce qui justifie l’édition de cette série dans la collection Calandre de Paquet. Depuis 2009, Olivier Marin est l’auteur et dessinateur de la série Les enquêtes auto de Margot qui marche bien et dont le cinquième tome, Coccinelles et Scarabées, est paru en 2018. L’éditeur Pierre Paquet lui demande alors d’imaginer une autre série, un « crossover », sur la base de Margot. Olivier Marin s’est ainsi inspiré de l’existence de Fritz Schlumpf. Celui-ci et son frère Hans avaient des usines de filature en Alsace et ils ont quasiment dilapidé toute leur fortune en achetant des vieilles voitures pour leur collection personnelle. À cause de cette passion dévorante, ils ont eu beaucoup de problèmes financiers. Leur industrie a périclité et toute leur collection a été saisie. Celle-ci est ainsi devenue la Cité de l'automobile à Mulhouse. Ce gigantesque musée abrite plus de 500 vieilles voitures rares et exceptionnelles. Olivier Marin est donc parti de ces deux personnages réels pour créer la nouvelle série. Il avait déjà écrit un scénario complet pour la première aventure de Betsy quand il cherchait un dessinateur. Jérôme Phalippou et lui avaient un « ami » en commun sur Facebook et c’est ce dernier qui les a mis en contact alors qu’ils ne se connaissaient pas directement. Ils ont ainsi commencé à travailler ensemble. Le personnage de Betsy est donc née sur la base de Margot, sa cousine, dont elle est l’antithèse. Alors que Margot est brune, bourgeoise et journaliste, Betsy est une jeune femme blonde, provinciale, curieuse et intrépide avec les mains dans le cambouis. 

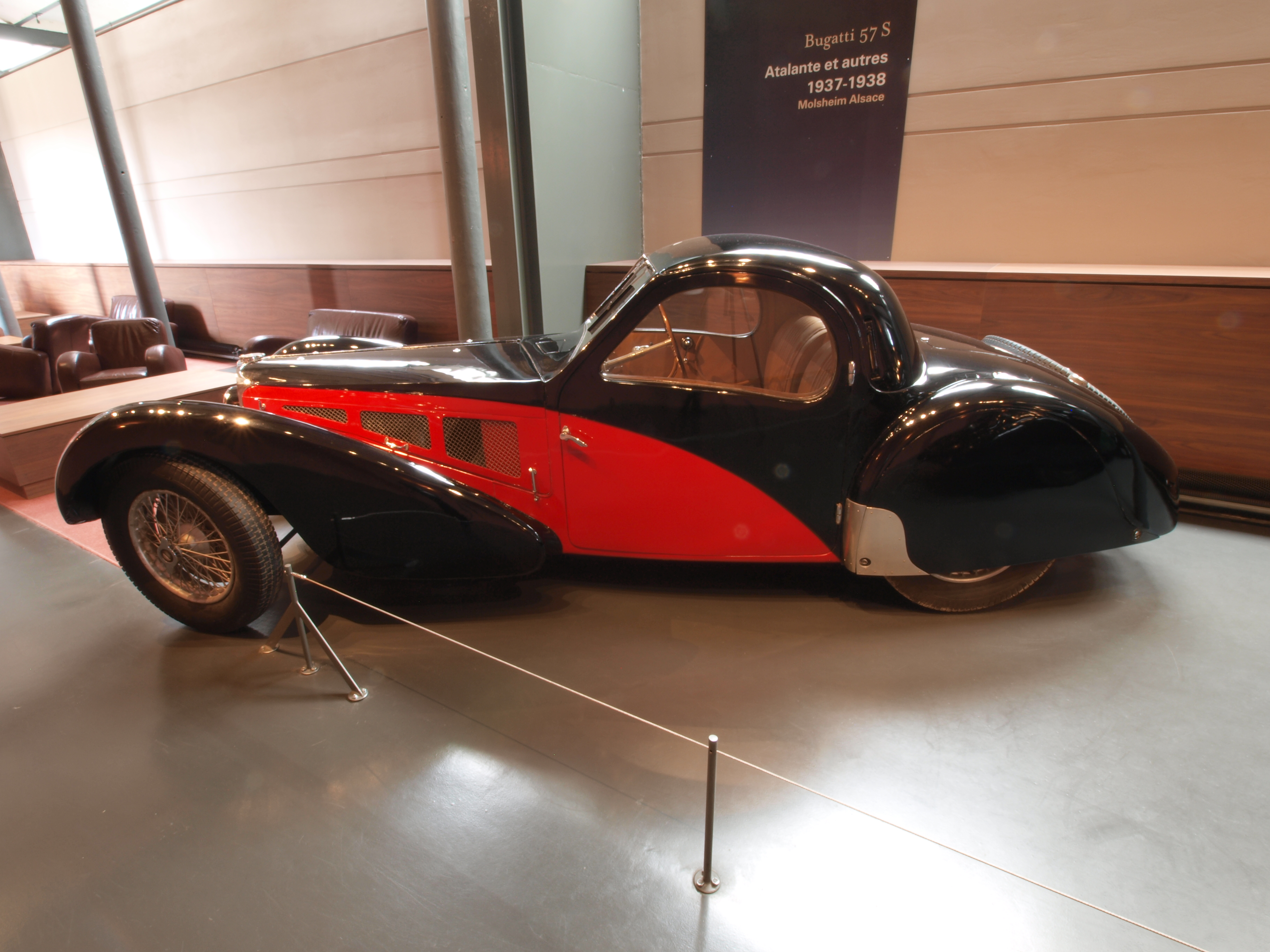
La Bugatti Type 57 Atalante qui est celle dessinée dans Le Sortilège de l’Atalante.

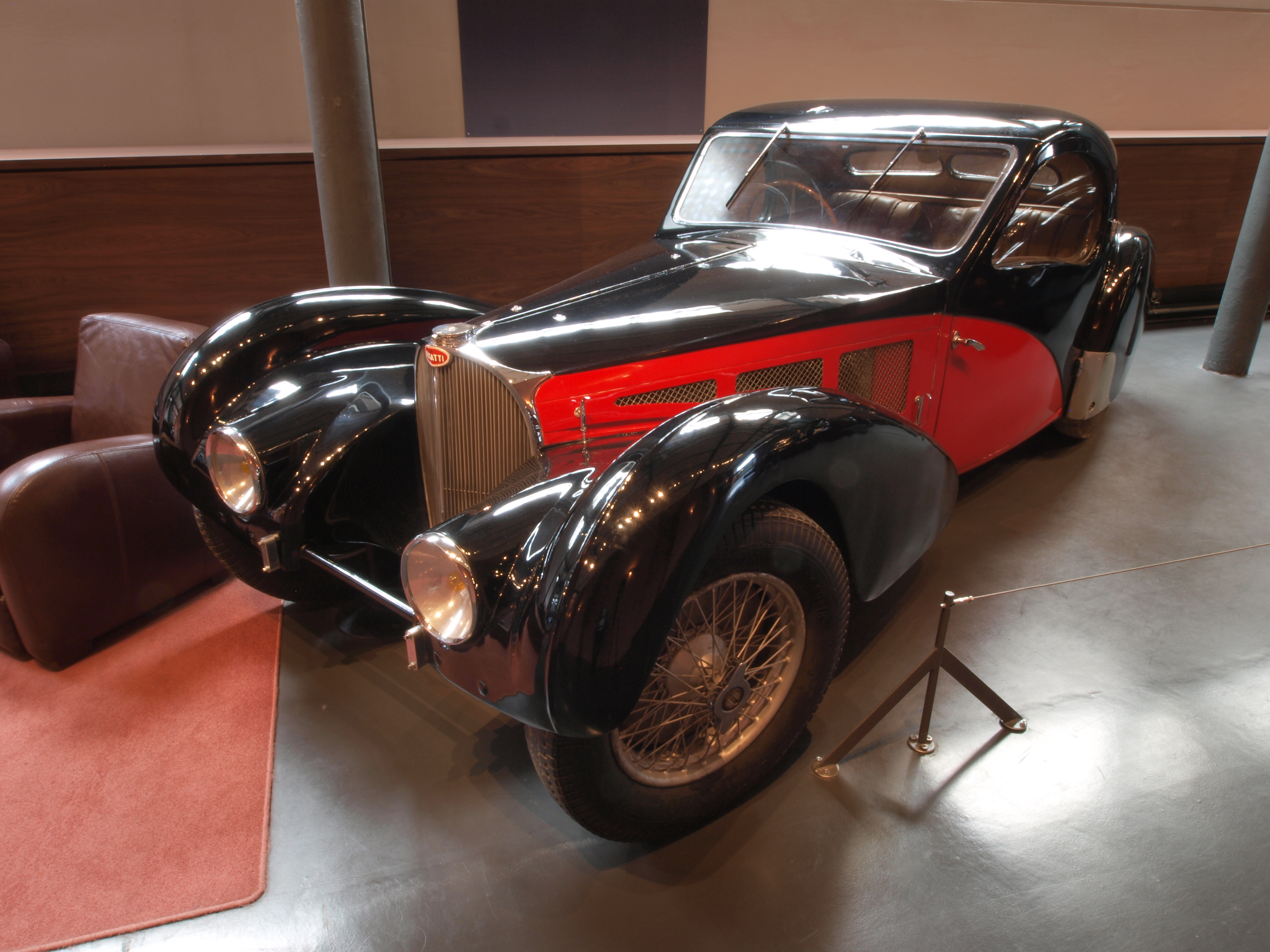
Cette Bugatti Type 57 Atalante fait partie de la collection Schlumpf de la Cité de l’automobile à Mulhouse.

Dans le tome 1 Le Sortilège de l’Atalante, premier album spin-off de la série Les enquêtes auto de Margot, nous permet donc de rencontrer Betsy, tout aussi pétillante que son ainée. La jeune blonde, dont le père est garagiste Renault à Bœrsch près de Strasbourg tout en étant le rabatteur initial de Fritz Schlumpf, devient au fil du temps l’enquêtrice fétiche du collectionneur pour lui trouver des vieilles automobiles. Lorsqu’elle découvre que des collectionneurs étrangers recherchent activement des vieilles voitures des années 1920/1930, elle se dit que cela pourrait être un bon sujet d'article pour sa cousine Margot. Mais celle-ci n'est pas convaincue et lui demande alors d'enquêter sur l'origine d'une Bugatti complètement cabossée et de découvrir la véritable identité de ces deux collectionneurs alsaciens et d’enquêter sur les automobiles qu'ils ont déjà, ainsi que leurs motivations. Peut-être qu'alors il y aura matière à écrire pour Margot. Betsy répond au marché proposé par sa cousine qui lui demande également de commencer à restaurer cette Bugatti Atalante avec son père et surtout de percer le mystère de cette mascotte de bouchon de radiateur inédite et artisanale qui ressemble à une sorte de hyène. Betsy va donc tout faire pour réussir sa mission et pour épater la Margot. Elle part sur les traces de cette voiture qui a été dénichée par son père, mandaté par les frères Schloumpf pour retrouver un maximum de Bugatti dans la région et de les remettre en l’état si besoin. Mais cette mystérieuse Bugatti Atalante semble détenir un curieux secret qui fait peser de grands dangers sur ses derniers propriétaires. En effet, ceux-ci ont tous péri à son volant. Dans ce premier opus de cette nouvelle série, le trait de Jérôme Phalippou est extrêmement précis et détaillé, avec un incroyable sens du décor et très documenté, avec en plus des héroïnes particulièrement belles. Le trait est devenu aussi la marque de fabrique de la collection Calandre des éditions Paquet, tout comme une intrigue savamment dosée, la découverte d'une voiture, d'un style d'automobile et d'un lieu. Jérôme Phalippou s’y fait donc une place de choix avec cependant un style graphique moins froid et plus vivant.

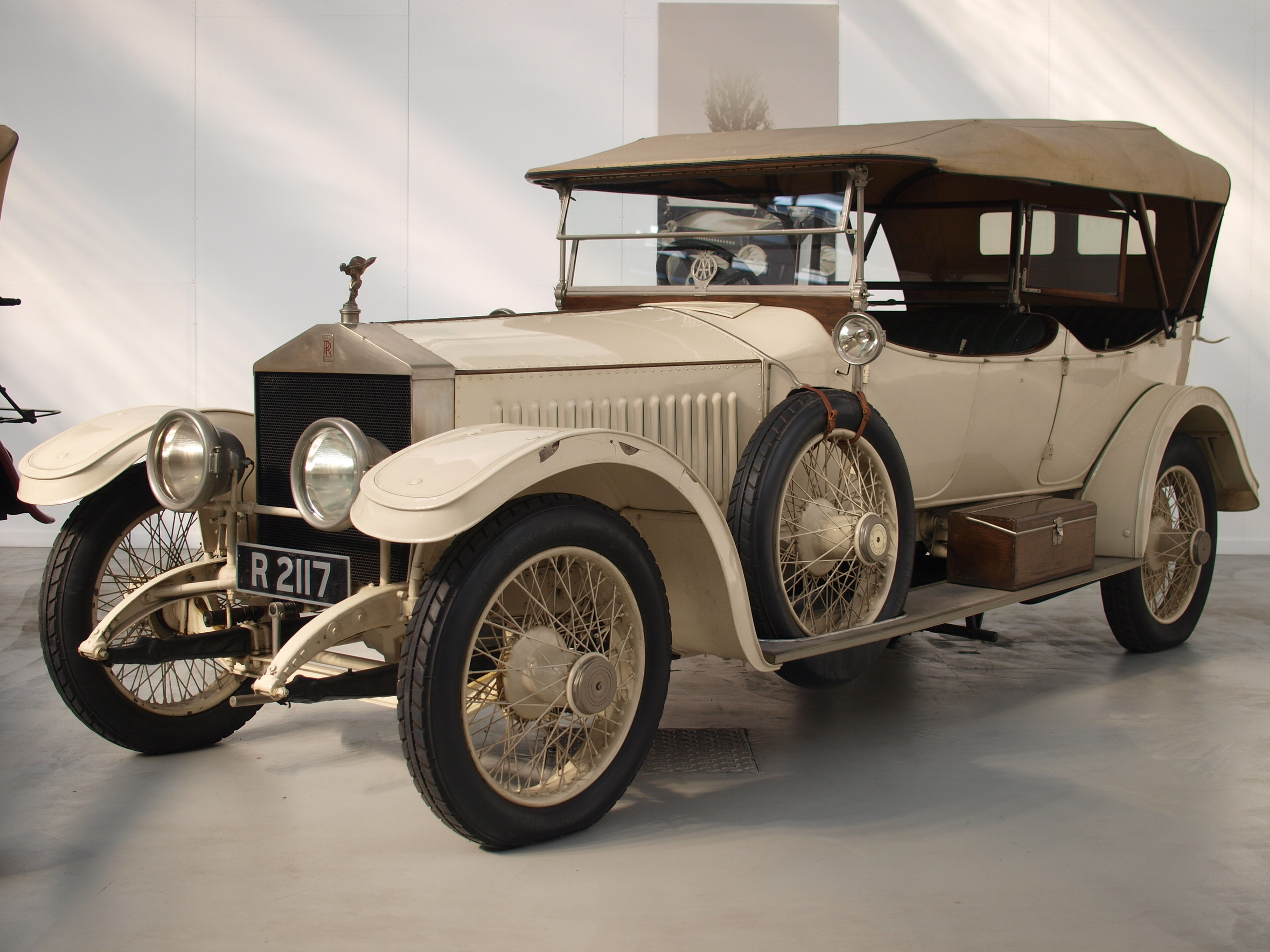
Une Silver Ghost similaire à celle représentée dans Le fantome d'argent dont le titre est la traduction du nom de la vénérable voiture anglaise.

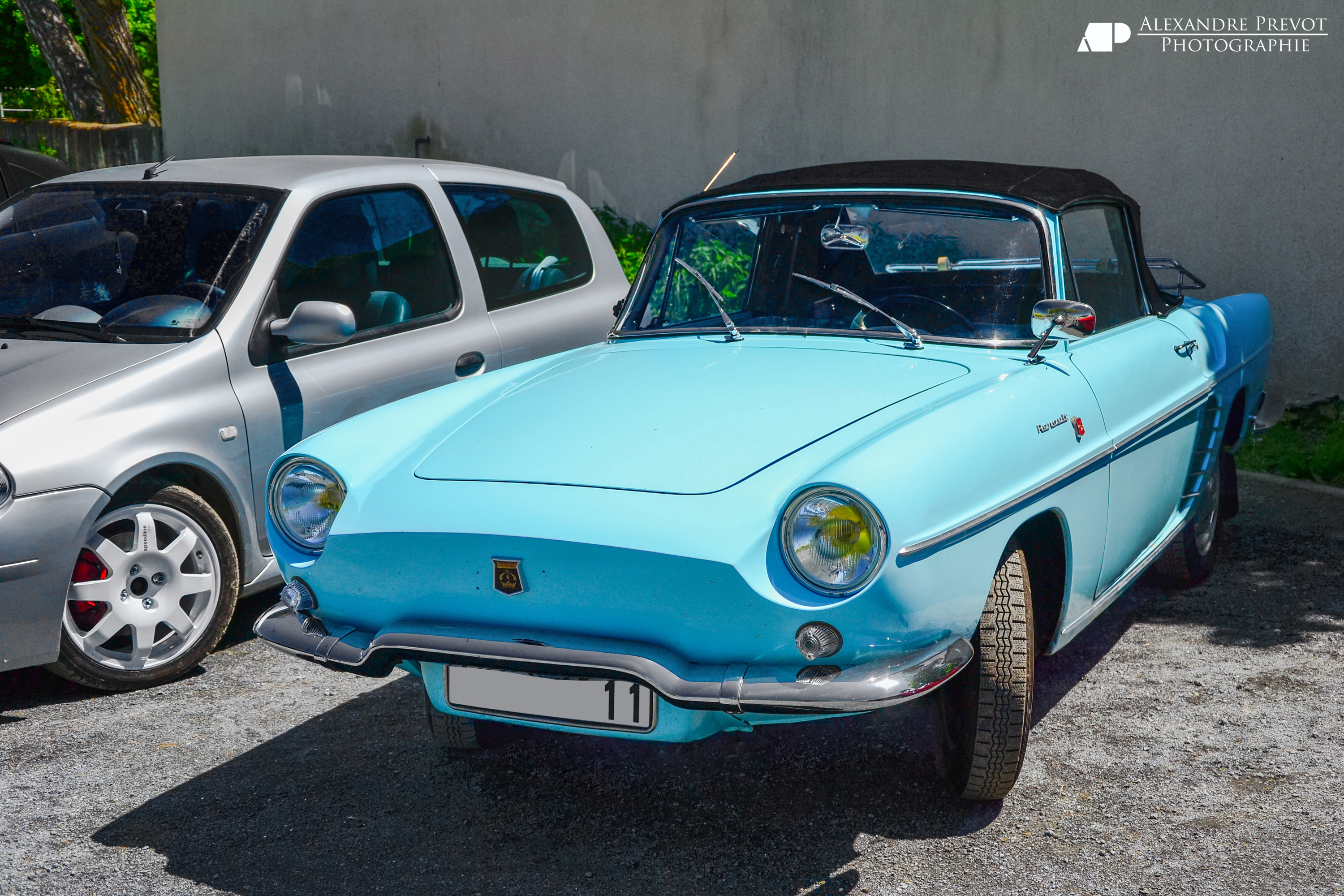
Une Renault Floride bleu ciel comme celle qu’utilise Betsy dans Le fantome d'argent.

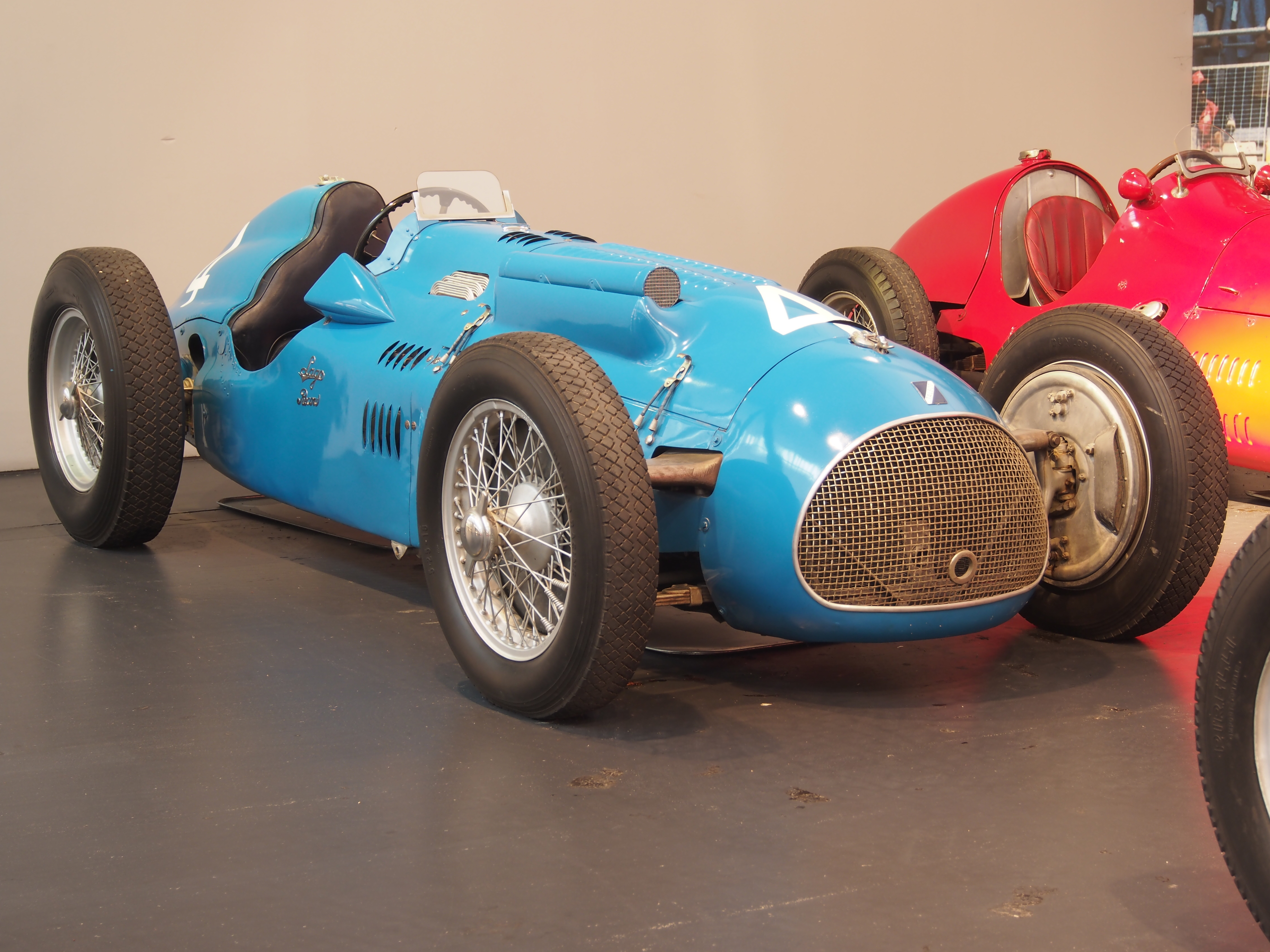
Une Talbot-Lago T26C telle que celle de l’album Contre la montre !.

Dans le tome 2, Le fantome d'argent, Fritz Schlumpf vient de découvrir une ancienne marque de Champagne dénommée Schlumpf qu’il veut absolument racheter. Dans le dossier de vente il découvre une vieille photo d'une inconnue posant avec une Rolls Royce Silver Ghost des années 1920 qui l'intrigue. Il lui faut absolument retrouver cette voiture. Les qualités d'investigatrice démontrées par Betsy autour de la Bugatti Atalante ne sont pas passées inaperçues à ses yeux. IDans ce deuxième volet de la série, le riche alsacien, bon prince, prête une des automobiles de sa collection, une Renault Floride bleue ciel, à l’intrépide et « fine limière » afin qu’elle mène à bien sa mission dans une voiture digne d’une femme de son temps. Graphiquement, Jérôme Phalippou livre dans cet album des planches très documentées, qui mettent en avant les décors, les différents engins et la belle Betsy. 
Il est à noter que Margot fait des petites apparitions au début ou à la fin des albums des aventures de Betsy. Dans le premier tome, elle assure la filiation entre les deux séries, tandis que dans le deuxième tome elle arrive à la fin pour clore l’histoire. Cette nouvelle série a trouvé son public. Le tome 1 a été réédité à la parution du tome 2 alors qu’il était déjà sorti à 8000 exemplaires. 
Un tome 3 est donc commandé par les Éditions Paquet. Dans cet opus intitulé Contre la montre !, Betsy vient d’acheter une nouvelle voiture de collection pour Fritz Schlumpf. Alors que l’industriel alsacien fête cette nouvelle acquisition avec famille et amis, la gendarmerie débarque à la villa Schlumpf de Malmerspach à bord de leur Estafette pour arrêter Betsy pour espionnage. Elle n’aura que très peu de temps pour découvrir dans quel pétrin elle a encore pu se mettre, et quel est le rapport avec la voiture de course mythique acquise, une monoplace Talbot-Lago T26C, qu’elle a rapatrié de Suisse pour le compte du collectionneur qui souhaite courir avec lors de la course de la côte des Gorges. Mais le vendeur du bolide a encouragé Betsy à faire des repérages en vue de la course et à ainsi passer la frontière incognito par un poste de garde peu fréquenté. Ce qui causera l’arrestation de Betsy par la gendarmerie. L’intrigue de cette aventure est solide. La narration alterne judicieusement des scènes calmes et explicatives avec d'autres plus rythmées et prenantes. Le scénario allie espionnage, tension qui grimpe en flèche et belles voitures, le tout sur un fond de course en montagne, sur des routes escarpées. L’héroïne évolue ainsi dans le Val d'Abondance, chère au cœur de son dessinateur, Jérôme Phalippou. D’ailleurs, outre sa situation géographique, l’histoire implique également la douane, son ancien métier.
En parallèle, Jérôme Phalippou poursuit d’autres projets. Avec les Éditions OREP, il réalise une BD sur un sujet qu’il avait à cœur d’aborder, la Première Guerre mondiale avec Jérôme Eho au scénario.
Cet album raconte l’histoire d’Ulysse, un enfant qui voit son père et son frère quitter sa garrigue ensoleillée pour rejoindre les terres sombres et souillées par la guerre au nord-est de la France.
Jérôme Phalippou collabore également avec Thierry Dubois sur la série Le Merlu, surnom d'un chauffeur routier mêlé à la Résistance dans la France occupée. Ils travaillent en binôme parfait. Thierry Dubois envoie le story board à Jérôme Phalippou qui aménage ce qu’il veut, ce qu’il imagine, à partir de la trame du scénario reçue. Thierry Dubois étant un spécialiste depuis très longtemps des véhicules anciens en tout genres, ainsi que des décors d’époque, possède une documentation phénoménale. À chaque double page de story board, il joint de manière pléthorique les documents qui vont avec : des photos de camions, de paysages, des haltes que doit faire le personnage durant ses trajets. Cela accélère beaucoup le travail car la recherche de documentation est quelque chose de très chronophage en bande dessinée. Le premier tome, Les Routes de la défaite, paraît le 5 août 2020. Dans cet album, lors de l'exode de mai 1940, une colonne de camions tente de monter au front. Mais la percée allemande est trop forte et la troupe est hélas faite prisonnière. Cependant, pour Georges Colin, un soldat de 25 ans, il n'est pas question de moisir dans les camps. Dès la première occasion, il s'évade et rentre chez lui tant bien que mal. L'armistice est alors signé et l'occupation de la France commence. La petite entreprise familiale de transport est pratiquement réduite à néant. Il lui faut beaucoup du courage pour relancer l’activité car lorsqu’on passe régulièrement la ligne de démarcation au volant d’un camion, on attire forcément l’attention. Jérome Phalippou confie en interview dans sdimag. que les dessins de la série ont nécessité de nombreuses recherches iconographiques (les camions, un volume conséquent de documentation technique, les photos et cartes postales des endroits traversés par Georges, etc.) car Thierry Dubois était pointilleux avec de hautes exigences d'exactitude. Et ajoute qu'il a fait connaissance avec « la vie des petites gens et du monde du transport routier en général, qui s'avère passionnante et plein de ressorts dramatiques ».
Enfin, Jérôme Phalippou a réalisé l’affiche de la cinquième édition du Festival BD d’Orcier qui a eu lieu les 22 et 23 octobre 2016. Il a par ailleurs participé à un certain nombre de manifestations, notamment Quai des Bulles à Saint-Malo en 2017, puis à Anières, Orcier, Saint-Quay-Portrieux et Venasque en 2019, et à Angoulême, Carpentras, Nancy, et Sciez-sur-Léman en 2020.

## Galerie

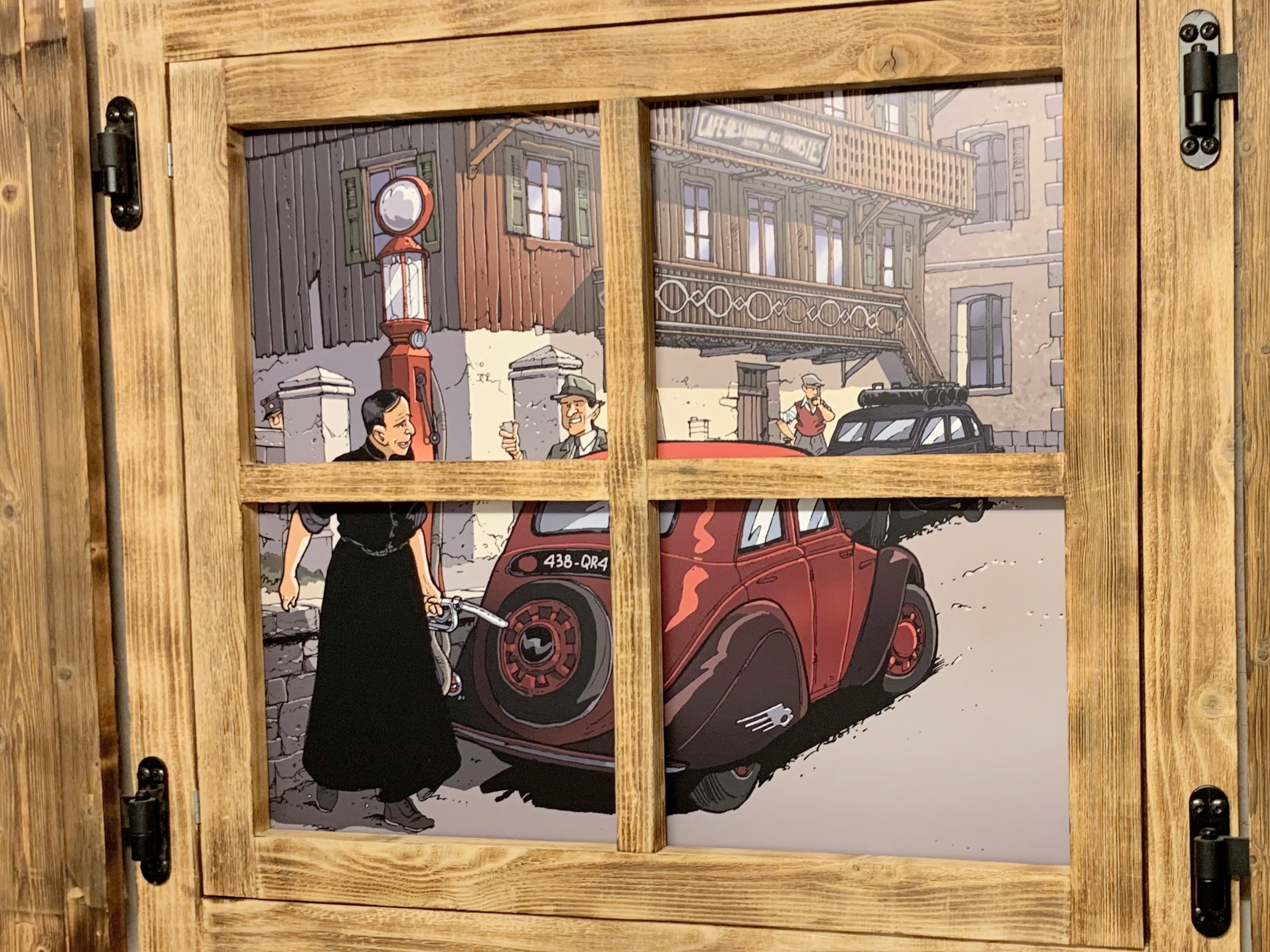
Dans la Vieille Douane à Châtel, un dessin de Jérôme Phalippou représentant la pompe à essence du Curé Milloux, ici s'apprêtant à faire le plein pour une Peugeot 202.

## One-Shots
- Le collectif BD Le Bol d'or - 80 ans de régate sur le Léman (dessins), paru en juin 2018 aux Éditions PerspectivesArt9[18].

- 14-18 La grande guerre, avec Jérôme Ého (scénario), paru en juillet 2018 aux Éditions OREP.

## Séries

### Les Mini-Sapiens(livres jeunesse)
(dessins et couleurs), Élisabeth Charmot (textes), Éditions de l'Astronome
1. Tome 1 : Les Mini-Sapiens en Haute-Savoie, paru en novembre 2004
2. Tome 2 : Les Mini-Sapiens en Savoie, paru en novembre 2005

### Les Pieds Sur Terre
(dessins, textes, couleurs), Éditions Perspectives Art 9. 
1. Tome 1 : Echos Logiques, paru en juin 2014
2. Tome 2 : Presque Responsable, paru le 26 septembre 2016

### Les aventures de Betsy
(dessin), avec Olivier Marin (scénario), Fabien Alquier (couleurs), Éditions Paquet coll. « Calandre »
1. Le Sortilège de l’Atalante, paru le 24 février 2016
2. Le fantôme d'argent, paru le 23 août 2017
3. Contre la montre !, paru le 24 avril 2019
4. Fureur sur la route, paru le 15 décembre 2021

#### Les Aventures de Betsy - Intégrale
(dessin), avec Olivier Marin (scénario), Fabien Alquier (couleurs), Éditions Paquet coll. « Calandre »
1. Les Belles de Schlumpf, paru le 15 décembre 2021

### Le Merlu
- 1. Les routes de la défaite, Éditions Paquet, France, 5 août 2020
Scénario : Thierry Dubois - Dessin : Jérôme Phalippou - Couleurs : Patrick Larme - (ISBN 978-2-889-32559-7)
- 2. Les routes du sang, Éditions Paquet, France, 21 avril 2021
Scénario : Thierry Dubois - Dessin : Jérôme Phalippou - Couleurs : Patrick Larme - (ISBN 978-2-889-32127-8)
- 3. Les routes de la victoire, Éditions Paquet, France, 16 novembre 2022
Scénario : Thierry Dubois - Dessin : Jérôme Phalippou - Couleurs : Patrick Larme - (ISBN 978-2-889-32582-5)